# Pasta al pesto nisseno
La pasta al pesto nisseno è un piatto tipico della cucina di Caltanissetta, solitamente la pasta usata è un tipo di maccaroncelli.

## Ingredienti

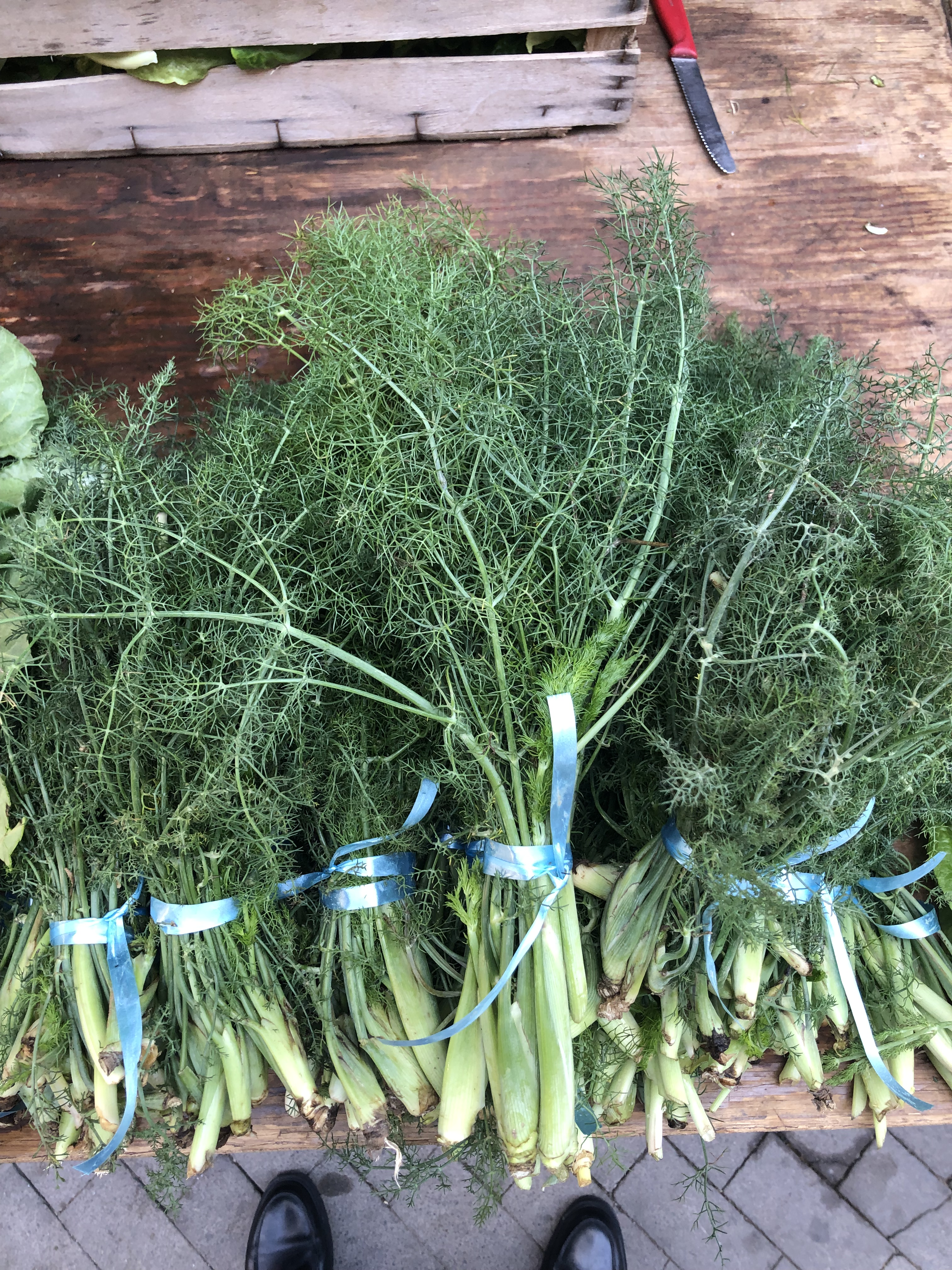
Mazzetti di finocchietti selvatici su una bancarella della Strata 'a foglia a Caltanissetta

È un piatto povero e gli ingredienti vegetali sono tipici del comprensorio nisseno.
Ingrediente base è il finocchietto selvatico, insieme al pomodoro secco, le mandorle tostate, i pinoli e le acciughe. Esiste anche una versione fatta con il pistacchio al posto dei pinoli.